# Вогнегуз
Вогнегу́з (Stagonopleura) — рід горобцеподібних птахів родини астрильдових (Estrildidae). Представники цього роду мешкають в Австралії і на Тасманії.

## Опис
Вогнегузи — невеликі птахи, середня довжина яких становить 11-12 см, а вага — 11-22,7 г. Верхня частина тіла у них коричнева, гузка і надхвістя червоні, нижня частина тіла поцяткована темними смужками або плямами. Дзьоб у них червоний, конусоподібної форми.

## Види
Виділяють три види:
- Вогнегуз діамантовий (Stagonopleura guttata)
- Вогнегуз південний (Stagonopleura oculata)
- Вогнегуз тасманійський (Stagonopleura bella)

## Етимологія
Наукова назва роду Stagonopleura походить від сполучення слів дав.-гр. σταγων — плямка і πλευρα — бік.